# 魚雷快艇

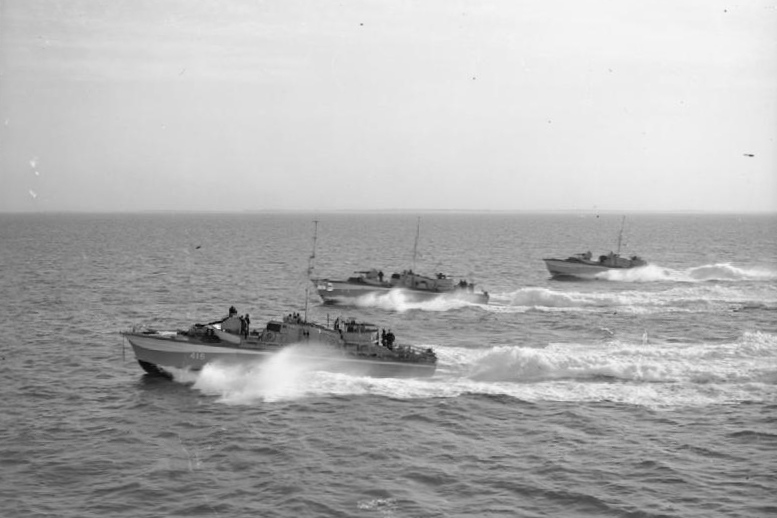
MTB

魚雷快艇是以魚雷为主要武器，用于近海作战的小型战斗舰艇。除了執行攻击任務以外，也可担负巡逻、警戒、反潜、布雷等其他任务。
魚雷快艇吨位小，航速高，机动灵活，排水量通常为数十吨至数百吨，航行速度30到40節 ，有的可达50节，续航能力500－3000海里。艇上装有魚雷2至4枚，可近舰发射后快跑即打跑战术，有些快艇還加裝20至76毫米口徑舰炮，噸位較大的快艇還可能包含水雷、深水炸弹等。搭配的感測系統有搜索、探测、武器控制、通信导航、电子作戰等。然而，隨著二戰結束後各國海軍逐漸普遍列裝性能更為先進的反艦導彈，魚雷快艇基本上已經被飛彈快艇所取代，在海戰上繼續承擔水面快速突擊等戰術任務，而逐漸沒落，現時魚雷快艇主要是非對稱作戰漁船改裝或是舊款的沿用，例如北韓等國。

## 歷史
魚雷快艇的發展與魚雷的出現同時進行，19世紀末在各國海軍中雖然已經出現魚雷艇這種單位。但因為早期輪機系統不成熟以及魚雷有效距離過短，因此大多魚雷艇僅裝在於大型戰艦上，由大型戰艦載運至戰場附近釋放並在海戰中伺機使用魚雷攻擊船艦。
甲午戰爭與日俄戰爭中，日本海軍廣泛使用魚雷艇，以極高的機動力與魚雷強大的殺傷力重創旅順與威海衛的清軍與沙俄艦隊，擊沉了數艘大型戰艦。
20世紀後船用主機逐漸成熟，石油逐漸取代煤成為船艦的新動力來源，魚雷艇搭載燃料的重量大幅度降低使得總重開始壓縮在100噸以內；蒸汽渦輪引擎與汽油或柴油內燃機逐漸取代往復式引擎，魚雷艇的極速也大幅提升到20到30海浬間。在第一次世界大戰中，義大利海軍的MAS魚雷艇曾以魚雷擊沉奧匈帝國聖伊斯特萬號戰艦，證明了魚雷快艇的戰術及戰略價值。
隨著不論在射程抑或是航速均遠超魚雷的反艦導彈在二戰之後日漸活躍於戰場，魚雷快艇現時基本上已經被以搭載反艦飛彈為攻擊武器的新式飛彈快艇所取代，在各國海軍所列裝的艦艇中除役；此外，魚雷艇的反潛功能也被機動性更靈活的反潛直升機或反潛巡邏機所取代。然而裝備比世界一流國家海軍落後數十年的朝鮮人民軍與古巴海軍，由於沒有巡防艦等級以上的大型水面艦艇，老舊的魚雷快艇仍繼續服役。最著名的鱼雷快艇艇长是美国前总统甘迺迪，在二战时服役美国海军駕駛PT109號艇与日軍軍艦周旋，其後順利退伍，其事蹟更被改編成電影。在1958年9月2日，中華民國海军与大陆海军交战数场与福建沿海，料羅灣的九二海战最为辉煌，击毁大陆数艘鱼雷艇名震中外。

## 外部連結
- Motor Torpedo Boats: A Technical Study

- Saar